# Jugu (Rõuge)
Jugu – wieś w Estonii, w prowincji Võru, w gminie Rõuge.